# Greffier des Parlements

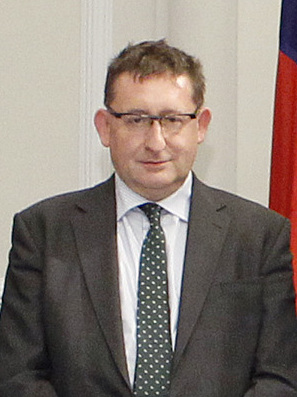
Simon Burton, Greffier des Parlements

Le Greffier des parlements (en anglais : Clerk of the Parliaments) est le greffier le iplus important de la Chambre des lords au Parlement du Royaume-Uni. Le poste existe depuis au moins 1315. Il est notamment chargé de rédiger les procès-verbaux des procédures des lords, de donner des conseils sur la procédure parlementaire à suivre et de prononcer la sanction royale. Un grand nombre des tâches du greffier sont maintenant remplies par ses adjoints et son bureau. 
Le sous-greffier des Parlements est le nom officiel du greffier de la Chambre des communes. 
L'expression « Greffier du Parlement » (Clerk of the Parliaments) est également utilisée comme dénomination alternative par le greffier du Sénat du Canada et les greffiers des conseils législatifs de la Nouvelle-Galles du Sud et d'Australie occidentale. Dans l'État australien de Victoria, le titre est attribué aux plus anciens membres du personnel des greffiers du Conseil législatif et de l'Assemblée législative. Ce titre était également utilisé auparavant pour le greffier du Sénat australien,, et pour les greffiers du Conseil législatif et de l'Assemblée législative de l'Australie méridionale ayant de longs états de service. 

## Histoire
La fonction existe depuis au moins 1315 : des documents du parlement tenu par Edward II à Lincoln font référence à un greffier nommé par le roi pour siéger en tant que "député spécial". Ce greffier avait pour tâche de lire les titres des projets de loi et les réponses du Parlement. Dans les parlements suivants, à commencer par ceux initiés par Richard II, le greffier de la Couronne à la chancellerie lisait les titres et le greffier des parlements les réponses. Le terme actuel de « greffier des parlements » n’est entré en vigueur qu’après le règne d’Henry VIII, et le pluriel (parlements plutôt que parlement) signifiait qu’il s’agissait d’une nomination à vie - le greffier était nommé pour tous les parlements, plus uniquement pour celui qui siégeait alors. Le 12 mars 1660, un greffier adjoint est nommé pour la première fois après que le greffier (M. Bowyer) est devenu trop malade pour assister à la session. La Loi sur le greffier du Parlement de 1824 définit pour la première fois les tâches du greffier. Elle est toujours en vigueur. 

## Nomination et devoirs
Le greffier des parlements est nommé par lettres patentes du souverain, qui détient également l'unique pouvoir de le révoquer. Le greffier a diverses tâches à la Chambre des lords. Les personnes nommées étaient à l’origine des figures ecclésiastiques, bien que le dix-neuvième siècle ait été marqué par une évolution en faveur des membres de la robe. Il est assisté de deux autres greffiers : le greffier adjoint et le greffier consacré à la lecture. 
Le greffier des parlements siège à la Chambre pendant les séances et met les questions débattues à l'ordre du jour. Au début d'une séance, les trois greffiers de la table (greffier des Parlements, greffier adjoint et greffier à la lecture) sont normalement présents. Lorsqu'il est à la table, le greffier porte une robe de cour (comprenant une queue et un gilet), une blouse et une perruque. La perruque portée par le greffier des parlements est une perruque de banquette comme celle d’un juge de la Haute Cour ; d'autres greffiers portent une perruque d'avocat. Les hommes portent une chemise et un nœud papillon blanc, et les femmes un ruban. 
En plus de donner des conseils sur la procédure à suivre, le greffier rédige également les procès-verbaux des débats des Lords, signe tous les documents officiels et toutes les communications, renvoie les projets de loi à la Chambre des communes et prononce la sanction royale. Le greffier supervise également plusieurs bureaux. Outre le sien (le bureau du greffier du Parlement), il s'occupe aussi du département du Gentilhomme huissier de la verge noire, qui supervise la sécurité dans la chambre des lords ; du bureau du comité, qui fournit des conseils juridiques et procéduraux aux comités au sein de la Chambre des lords, et anciennement (jusqu'en 2009), de l'office judiciaire, qui conseillait et assistait les lords judiciaires. Depuis le XIXe siècle, nombre de ces tâches sont remplies par ses adjoints et son propre bureau.

## Liste des Greffiers des Parlements
| Période                         | Nom                       | Notes                  |
| ------------------------------- | ------------------------- | ---------------------- |
| ?1280-1290                      | John Kirkby               |                        |
| 1290-1314                       | Gilbert of Rothbury       |                        |
| 1315                            | Robert of Ashby           |                        |
| 1316-                           | William of Airmyn         |                        |
| c1327-post 1334                 | Henry of Edenstowe        |                        |
| c1340-1346                      | Thomas of Brayton         |                        |
| 1351 & 1352                     | John of Coddington        |                        |
| 1377                            | Geoffrey Martin           |                        |
| 1377                            | Edmund Brudenell          |                        |
| ?1372-1386                      | Richard de Ravenser       |                        |
| ?c1381                          | John de Waltham           |                        |
| ante 1384-1394                  | John de Scarle            |                        |
| 1394-1414                       | John Rome                 |                        |
| 1414-1423                       | John Frank                |                        |
| 1424-1436                       | William Prestwyke         |                        |
| 1437-1438                       | John Bate                 |                        |
| 1438-1447                       | Thomas Kirkby             |                        |
| 1447-1470                       | John Fawkes               |                        |
| 1470-1471                       | Baldwin Hyde              |                        |
| 1471-1483                       | John Gunthorpe            |                        |
| 1483-1485                       | Thomas Hutton             |                        |
| 1485-1496                       | John Morgan               |                        |
| 1496-1509                       | Richard Hatton            |                        |
| 1509-1523                       | John Taylor               |                        |
| 1523-1531                       | Brian Tuke                |                        |
| 1531-1540                       | Edward North              |                        |
| 1540-1541                       | Thomas Soulemont          |                        |
| 1541-1543                       | William Paget             |                        |
| NA                              | Thomas Knight             |                        |
| 1550-1551                       | John Mason                |                        |
| 1574-NA                         | Francis Spelman           |                        |
| 1574-1597                       | Anthony Mason             |                        |
| 1597-1609                       | Thomas Smith              | Fait chevalier en 1603 |
| 1609-1621                       | Robert Bowyer             |                        |
| 1621-1635                       | Henry Elsynge             |                        |
| 1635-1637                       | Thomas Knyvett            |                        |
| 1637-1638                       | Daniel Bedingfield        |                        |
| 1638-1644                       | John Browne               |                        |
| 1644                            | Edward Norgate            |                        |
| 1649-1660                       | Henry Scobell             |                        |
| 1660-1691                       | John Browne               |                        |
| 1691-1716                       | Matthew Johnson           |                        |
| 1716-1740                       | William Cowper            |                        |
| 1740-1788                       | Ashley Cowper             |                        |
| 1788-1818                       | George Rose               |                        |
| 1818-1855                       | George Henry Rose         |                        |
| 1855-1875                       | John Shaw-Lefevre         |                        |
| 1875-1885                       | William Rose              |                        |
| 1885-1917                       | Sir Henry Graham          |                        |
| 1917-1930                       | Sir Arthur Thring         |                        |
| 1930-1934                       | Sir Edward Alderson       |                        |
| 1934-1949                       | Sir Henry Badeley         |                        |
| 1949-1953                       | Sir Robert Overbury       |                        |
| 1953-1959                       | Sir Francis Lascelles     |                        |
| 1959-1963                       | Sir Victor Goodman        |                        |
| 1963-1974                       | Sir David Stephens        |                        |
| 1974-1983                       | Sir Peter Henderson       |                        |
| 1983-1990                       | Sir John Sainty           |                        |
| 1991-1997                       | Sir Michael Wheeler-Booth |                        |
| 1997-13 juillet 2003            | Sir Michael Davies        |                        |
| 14 juillet 2003-3 novembre 2007 | Sir Paul Hayter           | Fait chevalier en 2007 |
| 4 novembre 2007-15 avril 2011   | Sir Michael Pownall       | Fait chevalier en 2011 |
| 16 avril 2011-15 avril 2017     | Sir David Beamish         | Fait chevalier en 2017 |
| 16 avril 2017                   | Edward Ollard             |                        |